# Smittina cribraria
Smittina cribraria är en mossdjursart som först beskrevs av William MacGillivray 1886.  Smittina cribraria ingår i släktet Smittina och familjen Smittinidae. Inga underarter finns listade i Catalogue of Life.